# Athyrium arisanense
Athyrium arisanense är en majbräkenväxtart som först beskrevs av Bunzo Hayata, och fick sitt nu gällande namn av Tag. Athyrium arisanense ingår i släktet Athyrium och familjen Athyriaceae. Inga underarter finns listade.